# کشتی مهمات

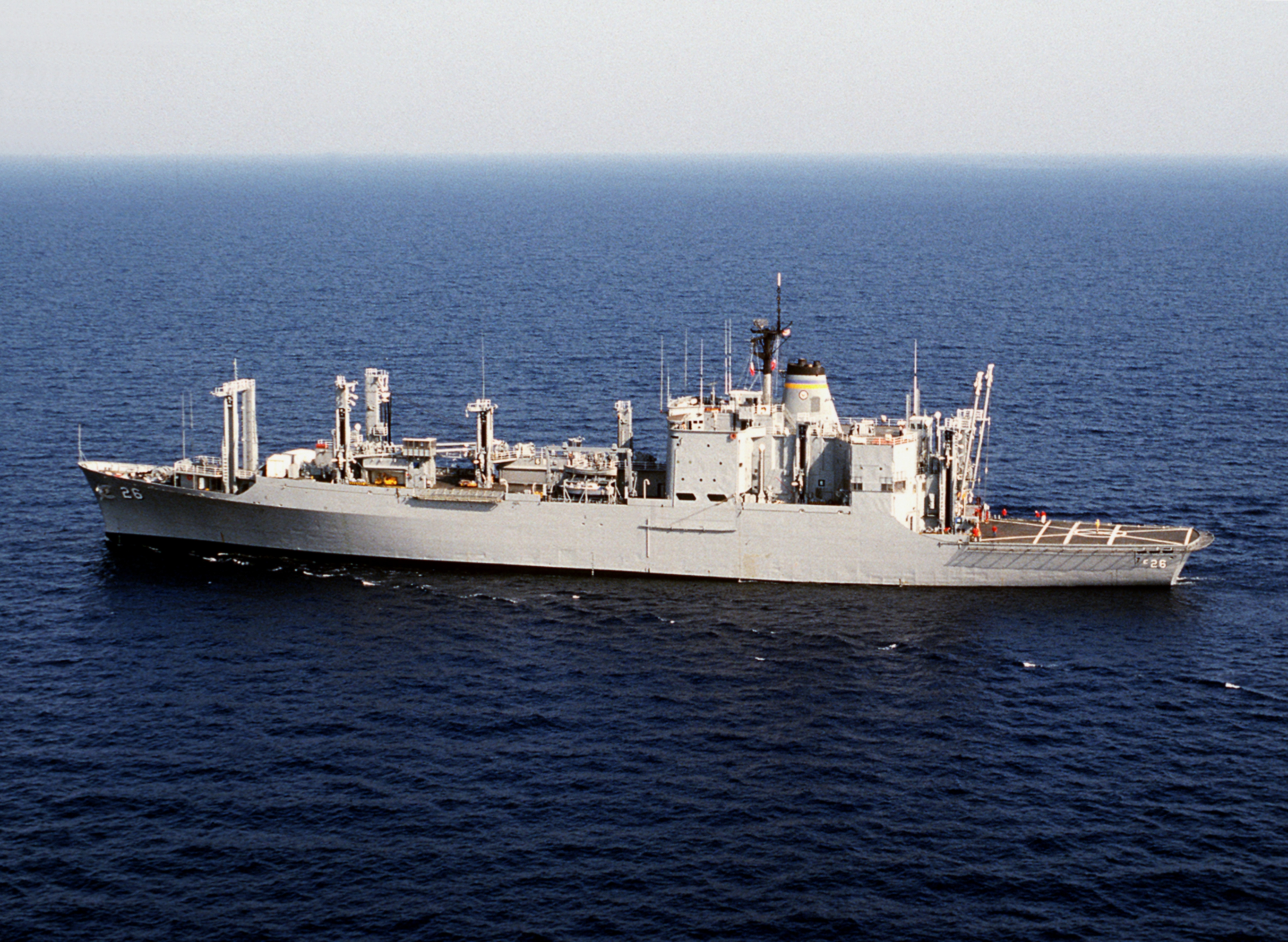
یک کشتی مهمات

کشتی مهمات، نوعی کشتی کمکی است که به‌طور خاص برای حمل مهمات، معمولاً برای کشتی‌ها و هواپیماهای نیروهای دریایی، پیکربندی شده‌است. سیستم‌های جابجایی محموله کشتی‌های مهمات، که با ایمنی فوق‌العاده بالایی طراحی شده‌اند، شامل بالابرهای مهمات با قفل‌های هوایی بین عرشه‌ها و مکانیسم‌هایی برای پر کردن تمام محفظه‌ها با آب دریا در مواقع اضطراری است. این کشتی‌ها همچنین در هنگام لزوم، مهمات را از یک ایستگاه مستقر در ساحل به ایستگاه یا پایگاهی دیگر حمل می‌کنند.

## در نیروی دریایی ایالات متحده
کشتی‌های مهمات در نیروی دریایی ایالات متحده، اغلب با نام آتشفشان‌های مختلف، نام‌گذاری می‌شوند.
در طول جنگ جهانی دوم، کشتی‌های مهمات نیروی دریایی ایالات متحده با تغییر کاربری از کشتی‌های تجاری، به‌ویژه کشتی‌های تجاری از نوع C2 ساخته می‌شدند. کشتی‌های مهمات نیروی دریایی آمریکا، خود مسلح بودند و برخی از آن‌ها با ایجاد انفجارهایی مهیب در طول جنگ جهانی دوم، منهدم شدند. کشتی یواس‌اس Mount Hood در ۱۰ نوامبر ۱۹۴۴ در جزایر آدمیرالتی منفجر شد و کشتی لیبرتی اس‌اس John Burke، در ۲۸ دسامبر ۱۹۴۴ با یک حمله کامی‌کازه در نزدیکی فیلیپین مورد اصابت قرار گرفت و انفجار آن، توسط یک عکاس آماتور در یک کشتی مجاور، فیلم‌برداری و ثبت شد. کشتی‌های اس‌اس Canada Victory, اس‌اس Logan Victory و اس‌اس Hobbs Victory نیز توسط حمله‌های هواپیماهای کامی‌کازه در اوکیناوا مورد اصابت قرار گرفته و غرق شدند.
کشتی‌های مهمات معاصر ایالات متحده از کلاس Kilauea، به‌طور ویژه برای مأموریت خود طراحی شده‌است که شامل حمل محموله‌های خشک و سرد نیز می‌شود. این کشتی‌ها غیرمسلح هستند و توسط خدمهٔ غیرنظامی هدایت می‌شوند. این کشتی‌ها در حال جایگزینی با کشتی‌های حمل بار خشک کلاس لوئیس و کلارک هستند.